# Eleições gerais no México em 1994
As eleições gerais de 1994 no México foram realizadas no dia de 21 de agosto para eleger o Presidente da República, 128 senadores e 500 deputados federais. O PRI manteve o controle do Congresso e do Senado. A Eleição foi acompanhada por observadores internacionais e foi considerada a mais democrática do século.